# Lucille La Verne
Lucille La Verne (7 de noviembre de 1872 - 4 de marzo de 1945) fue una actriz estadounidense conocida por sus roles silenciosos y vengativos en las primeras películas en color, así como por sus logros en el teatro de Estados Unidos.

## Biografía
La Verne nació en Nashville, Tennessee, como Lucille Mitchum. Comenzó su carrera de muy niña, el 4 de julio de 1876, actuando en una obra de teatro local en verano. Esta producción se llamó "Centenario", porque se cumplían 100 años de la independencia de los Estados Unidos, y Lucille actuaba de extra, junto con otros niños del corro de juegos que debían interpretar. Siguió repitiendo cada año de su niñez en dichas obras estivales. Siendo ya adolescente, realiza actuaciones en pequeñas giras de teatro. Cuando tuvo catorce años interpretó Julieta y lady Macbeth. Su capacidad para desempeñar casi cualquier papel rápidamente llamó la atención de las compañías más prolíficas, e hizo su debut en Broadway en 1888. Luego se convirtió en dama de la escena, por lo que trabajó en algunas de las mejores compañías en América, anotando triunfos en San Francisco y Boston, entre otras ciudades. Finalmente, ella actuó con éxito con su propia compañía de teatro. 
En la etapa de Nueva York, fue conocida por su variedad y versatilidad. Entre sus éxitos en Broadway, tuvo roles principales en La cabaña del tío Tom, Siete días, y Las dos tormentas. También fue conocida por sus papeles tipo blackface (cara pintada de negro). Su mayor triunfo de esta etapa se produjo en 1923, cuando bordó el papel de la viuda Caggle en la exitosa obra Sun-Up. Entre la gira de Broadway, la de EE. UU., y la gira europea, La Verne ofrecería más de 3000 actuaciones. También trabajó en Broadway como dramaturga y directora. A finales de 1920, un teatro de Broadway llevó su nombre durante un corto espacio de tiempo. 
Debutó en cine en 1914. Su obra más conocida (y su último trabajo) es la de la voz de la Reina Grimhilde de la película Blancanieves y los siete enanitos de Disney en 1937. También sirvió de modelo para el personaje en el pasaje donde se transforma en una bruja anciana. Su parecido con la bruja es visible en El pequeño César / Hampa dorada (Little Caesar, 1931), donde interpreta a María Magdalena, así como en la adaptación cinematográfica hecha por la MGM de la célebre novela de Charles Dickens Historia de dos ciudades, donde interpreta a una aliada de la señora Defarge llamada La Venganza.)
Murió en Culver City, California, después de sufrir un cáncer. Su sepultura fue localizada en el Cementerio Inglewood Park.